# Агния (Теплова)
Агния (в миру Мария Антоновна Теплова, 1822—1900) — игуменья Тульского Успенского женского монастыря.
В рясофоре — Магдалина, в мантии — Агния, в схиме — Феодосия.
Дворянка из рода Тепловых, Тульской губернии.

## Биография
В 1849 году девицей поступила сверхштатной послушницей в монастырь. В 1861 году пострижена в рясофор с именем Магдалина. Проходила послушания: от клиросной певчей до сборщицы подаяний на нужды монастыря. В 1869 году избрана исправляющей должность настоятельницы монастыря. В 1869—1897 годах игуменья Тульского Успенского женского монастыря. В 1871 году пострижена в мантию с именем Агния и возведена в сан игуменьи. Расширила недвижимые владения монастыря, построила несколько новых корпусов с кельями для сестер, монастырской больницы, богадельни, школы и аптеки. В 1884 году устроила Монастырский хутор для лечения слабых здоровьем монастырских сестёр. Организовала при настоятельских кельях непрерывное денно-нощное чтение псалтыри и молитвенного поминовения благотворителей. В 1893 году открыла трапезу для нуждающихся. В 1894 году организовала одноклассную церковно-приходскую школу для девочек. В 1896 году, по её прошению, вследствие преклонных лет и слабого здоровья, была уволена на покой и пострижена в схиму с именем Феодосия.
Умерла 28 января 1900 году, похоронена в северо-восточном углу Успенского храма монастыря.

## Награды
Наперсный крест — в 1875 году за заслуги по духовному ведомству.
Золотой наперсный крест — в 1887 году, золотой наперсный крест из кабинета Его Величества императора.
Серебряная медаль на Александровской ленте — в память императора Александра III.
Знак Красного креста — за предоставление в распоряжение императора Александра III двенадцати сестёр для ухода за ранеными воинами в Русско-турецкой войны 1877—1878 годов.